# Escape Artist
Escape Artist Records est un label indépendant fondé en 1997 et basé en Philadelphie, aux États-Unis

## Artistes du label
- 27 (en)
- American Heritage
- Anodyne
- Blunderbuss
- Burn It Down
- Collapsar
- The Dream Is Dead
- Ganglahia
- In Pieces
- Isis
- Lickgoldensky
- Ken Mode
- Keelhaul
- Playing Enemy
- Theory of Ruin
- Time In Malta
- Under Pressure